# Daniel Jérent
Daniel Junior Jérent (ur. 4 czerwca 1991 w Saint-Claude) – francuski szermierz, szpadzista, złoty medalista olimpijski i czterokrotny medalista mistrzostw świata
Walczy prawą ręką. Na rozgrywanych w 2016 roku igrzyskach olimpijskich w Rio de Janeiro reprezentanci Francji w składzie: Yannick Borel, Gauthier Grumier, Daniel Jérent i Jean-Michel Lucenay wywalczyli złoty medal drużynowo. W rywalizacji indywidualnej zajął siedemnaste miejsce.
Podczas mistrzostw świata w Budapeszcie w 2013 roku wywalczył brązowy medal drużynowo. W tej samej konkurencji zdobywał następnie złote medale na mistrzostwach świata w Kazaniu (2014), mistrzostwach świata w Lipsku (2017) i mistrzostwach świata w Budapeszcie (2019).
Trzykrotnie zdobywał medale mistrzostw Europy: złote drużynowo na ME w Montreux (2015) i ME w Toruniu (2016) oraz srebrny indywidualnie podczas ME w Zagrzebiu (2013) i 
Zdobył również złoty medal drużynowo i brązowy indywidualnie na igrzyskach europejskich w Baku w 2015 roku.